# Povos nativos dos Estados Unidos

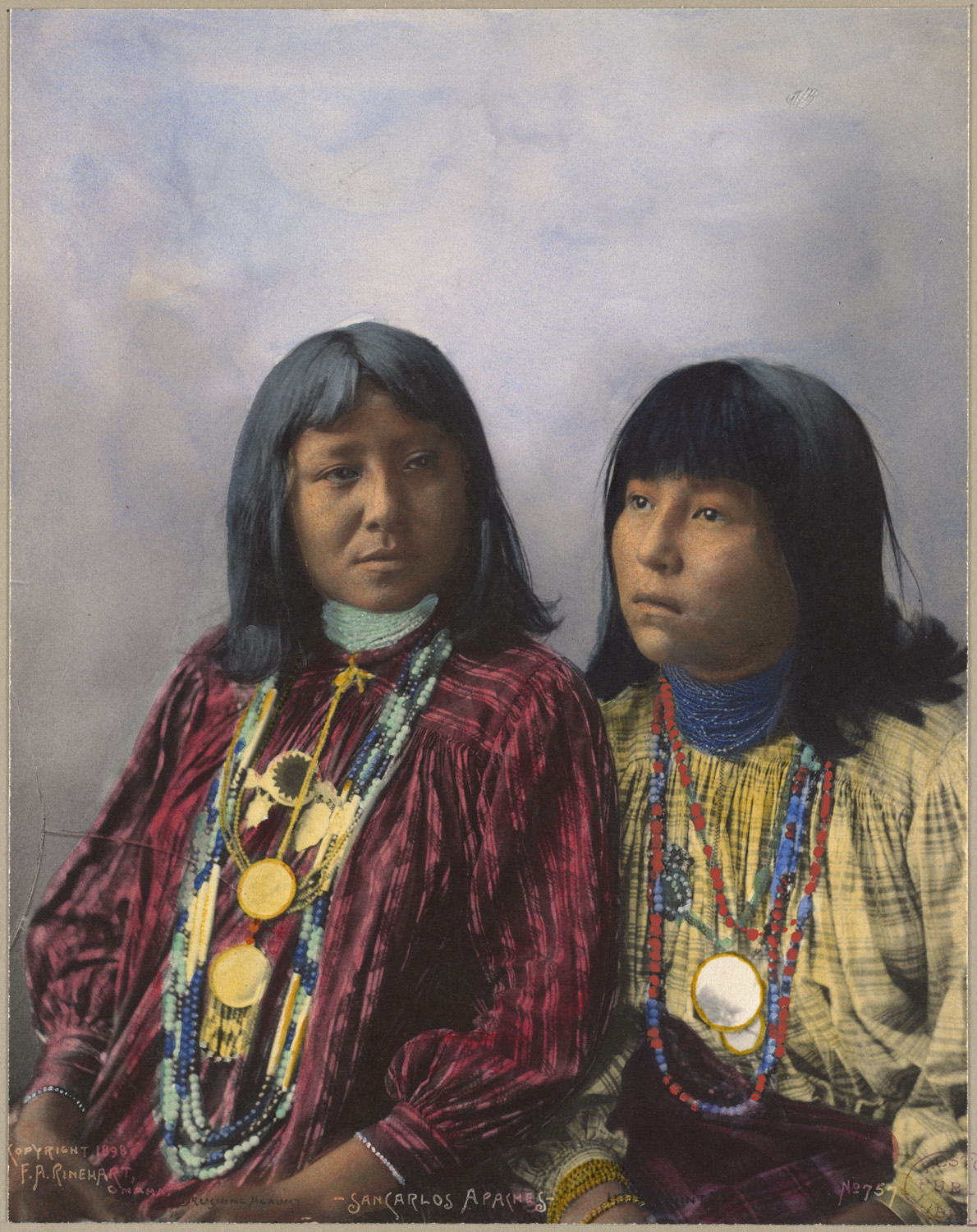
Indígenas apaches em retrato do século XIX

Dá-se o nome de povos nativos dos Estados Unidos aos indígenas americanos que viviam no atual território dos Estados Unidos quando da chegada dos primeiros europeus, no século XVI. De acordo com um conjunto de entrevistas domiciliares da agência do censo dos Estados Unidos realizadas em 1995, a maioria dos inquilinos mantém uma preferência expressa por continuar a referir-se a si mesmos como os "indígenas norte-americanos", "peles vermelhas", ou simplesmente, "indígenas".
Segundo um censo de 2020, existem cerca de 3 727 135 indígenas nos Estados Unidos. Se somados os descendentes misturados com outras etnias, esse número sobe para mais de 9,7 milhões de pessoas (ou quase 2,9% da população dos Estados Unidos).

Um estudo recente, de 2021, chegou à conclusão que são originários de mais ao norte, perto da Sibéria, com base nas semelhanças entre os dentes de ambos os povos.

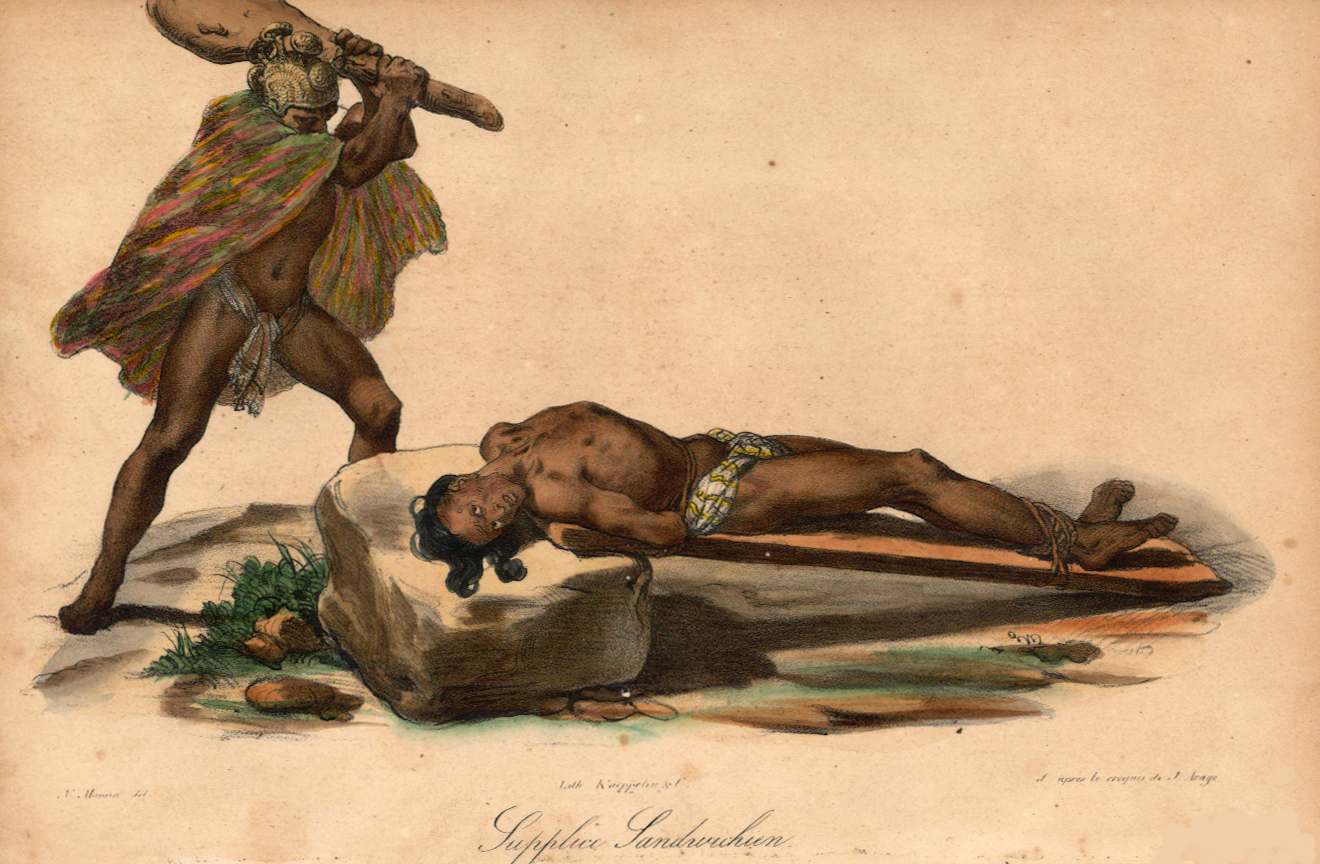
Desenho francês do século XIX retratando o sacrifício de um nativo havaiano

## História
A colonização europeia das Américas levou séculos de conflito às sociedades do Velho e Novo Mundo. A maior parte do registro histórico escrito sobre os nativos norte-americanos foi feita pelos europeus após o contato inicial. Os nativos norte-americanos viviam em sociedades de caçadores/agricultores de subsistência com sistemas de valores significativamente diferentes dos colonizadores europeus. As diferenças culturais entre os nativos norte-americanos, de um lado e os europeus e seus descendentes, de outro lado, levaram a grandes e duradouros conflitos bélicos e culturais.
Estimativas da população pré-colombiana do que hoje constitui os Estados Unidos da América variam significativamente, variando de 1 a 18 milhões.

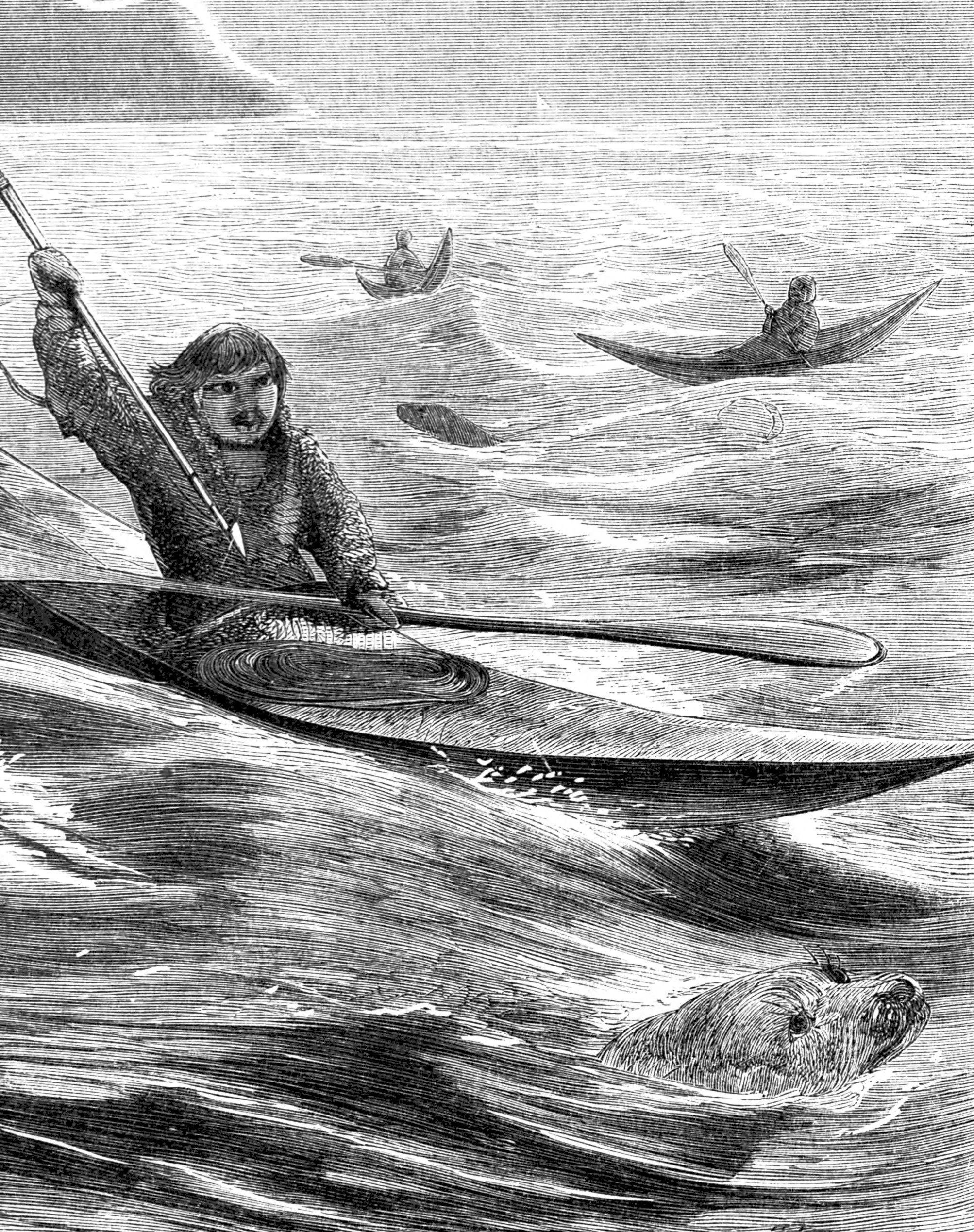
Desenho do século XIX retratando Inuit caçando focas

Após as Treze Colônias revoltarem-se contra a Grã-Bretanha e a criação dos Estados Unidos da América, a ideologia do "destino manifesto" tornou-se parte integrante do movimento nacionalista norte-americano. No final do século XVIII, George Washington e Henry Knox conceberam a ideia de "civilizar" os nativos norte-americanos na preparação da cidadania norte-americana. A assimilação cultural (seja voluntária, como a dos Choctaw, ou forçada) tornou-se uma política coerente com as administrações norte-americanas. No início do século XIX, a maioria dos nativos norte-americanos do sul foi removida de suas terras para acomodar a expansão norte-americana sobre o Alabama, Flórida, Louisiana, Mississippi, Carolina do Norte e Tennessee. Com a Guerra Civil Americana, muitas nações indígenas norte-americanas foram transferidas para o oeste do Rio Mississippi. A maior resistência dos indígenas norte-americanos aconteceu em forma de  Guerras Indígenas, que foram frequentes até a década de 1890.
Hoje, os nativos norte-americanos têm uma relação estabilizada com os Estados Unidos da América. Suas sociedades e culturas florescem no meio da grande população que emigrou da Europa, da África e da Ásia para os Estados Unidos. Aos nativos norte-americanos que não eram cidadãos norte-americanos, foi concedida a cidadania em 1924 pelo Congresso dos Estados Unidos.